# Silent Majority
Silent Majority è un personaggio immaginario dell'Universo DC. Comparve per la prima volta in Batman and The Outsiders Annual n. 1 (1984), come parte del gruppo di supereroi finanziato dal governo noto come Force of July.

## Biografia del personaggio
Il nome e la storia di Silent Majority non furono mai svelati, meno che mai dal taciturno eroe. Come membro della squadra di supereroi finanziata dal governo nota come la Force of July, Majority combatté contro elementi percepiti come "sovversivi". Questo li condusse, almeno all'inizio, ad essere in conflitto con gli Outsiders originali, anche se le due squadre col tempo divennero involontariamente alleate.
Silent Majority comparve in Outsders Special (1987). Investigando su un misterioso primo Ministro della Markovia, un piccolo gruppo di membri degli Outsiders e della Infinity, Inc. seguirono una pista che li condussero al quartier generale della Force of July, situata sulla costa immobiliare della California di Abraham Lyncoln Carlyle. Majority sconfisse Nuklon in battaglia, mentre i suoi colleghi sconfissero gli altri eroi. La storia continuò poi nello special corrispondente della Infinity, Inc..

### Morti
Majority e la Force of July ricomparvero in Suicide Squad n. 27, nella storia dedicata alla Janus Directive. Kobra, un terrorista internazionale, manipolò la Squad, causando così una battaglia tra le due squadre dove i Force furono trattati da traditori. Nella battaglia, Mayflower e Sparkler rimasero uccisi. Silent Majority si unì poi alle stesse persone che uccisero i suoi amici al fine di salvare una grossa porzione della Terra dall'essere annientata dall'arma finale di Kobra su una base spaziale. Majority ruppe il pannello di controllo di quest'arma, cautamente maneggiata da Valland. Maority si moltiplicò per battersi contro questi, ma Valland riuscì ad uccidere ogni sua copia (Suicide Squad n. 30).
Una rinnovata Force of July, ora soprannominata "Freedom's Ring", ritornò nella serie Crisis Aftermath: The Battle for Blüdhaven di Jimmy Palmiotti, Justin Gray e Dan Jurgens, con Silent Majority nel gruppo. Se riuscì a sopravvivere, o se è un nuovo supereroe rimane sconosciuto, dato che fu ucciso dalla Nuclear Legion prima che si potesse scoprire.

## Poteri e abilità
Silent Majority può creare duplicati identici di sé stesso, che possono essere controllati dall'originale. Ogni duplicato possiede la forza e la resistenza di un normale essere umano.